# Kalamis (Bildhauer und Toreut)
Kalamis (altgriechisch Κάλαμις) war ein griechischer Erzgießer, Bildhauer und Toreut, der wohl zwischen 400 und 360 v. Chr. tätig war. Er stand schon in der Antike im Schatten seines wesentlich bekannteren Namensvetters Kalamis, mit dem er in den antiken Quellen und der modernen Forschung häufig verwechselt wird und der zudem möglicherweise sein Großvater war. Kalamis war in Athen und Sikyon, möglicherweise auch anstelle seines Großvaters in Delphi und Olympia tätig.

## Werk
Kalamis wurde wahrscheinlich in Athen geboren und ausgebildet. Sein Wirken lässt sich vor allem aus Nachrichten über andere Künstler des 4. Jahrhunderts v. Chr. rekonstruieren. Damit kann man auch die Wirkzeiten von Kalamis erschließen. So muss er etwa zwei Generationen nach dem älteren Kalamis gewirkt haben, aber zumindest der Höhepunkt seiner Schaffenszeit vor dem seines Schülers Praxias gelegen haben, der um 370 v. Chr. mit der Schaffung der Giebelfiguren für den Apollontempel von Delphi beauftragt wurde. Für eine von Kalamis geschaffene Quadriga soll Praxiteles den Wagenlenker geschaffen haben, damit nicht der Anschein erweckt würde, Kalamis, der als Meisterschöpfer von Pferden galt, könne keine Menschen fertigen. Auch soll Skopas, ein weiterer der großen fünf klassischen Bildhauer, nach Kalamis’ Tod die von diesem begonnene Dreiergruppe der Semnai in Athen vollendet haben. Kalamis schuf noch die Mittelfigur, die beiden Außenfiguren dann Skopas.
Auch sein Wirken als Ziseleur (caelator) ist im Zusammenhang mit anderen Kunsthandwerkern belegt. So wird er beziehungsweise sein Großvater gemeinsam mit Kallimachos genannt. In der Naturalis historia des älteren Plinius wird er neben anderen bedeutenden Toreuten wie Antipatros und nach Akragas, Mentor, Mys und Boethos geführt. Auch wenn diese Liste nicht streng chronologisch ist, lässt sie Rückschlüsse zu, da dank Neufunden in Marokko die Werke des Antipatros in die zweite Hälfte des 4. Jahrhunderts v. Chr. datiert werden. Seine Treibarbeiten waren noch in römischer Zeit berühmt und beliebt. Germanicus Caesar soll seinem Erzieher Cassius Salanus zwei Becher aus der Hand des Kalamis geschenkt haben, von denen Zenodoros Kopien fertigte.
In der modernen Interpretation werden Kalamis gelegentlich fälschlich mehrere Werke zugeschrieben, die sicher der ältere Kalamis geschaffen hat, darunter in Athen die Aphrodite Sosandra und der Apollon Alexikakos, der Hermes Kriophoros in Tanagra, der Zeus Ammon in Theben, das von Hieron I. von Syrakus für Olympia gestiftete Denkmal sowie eine kolossale Statue des Apollon in Apollonia Pontike, später in Rom.
Dahingehend stammen vier dem älteren Kalamis zugeschriebene Werke nach Paolo Moreno möglicherweise aus der Werkstatt des Jüngeren: ein Dionysos in Tanagra, die Nike Aptera in Olympia, Hermione in Delphi und Iphitos. Neben der schon erwähnten Mittelfigur der Semnien und einer Quadriga in Athen kann man Kalamis wohl weiterhin die Statue des Asklepios in Sikyon zuweisen, die zum Teil dem älteren Kalamis zugeschrieben wird, was jedoch aufgrund der Abhängigkeit der Gold-Elfenbein-Fertigungstechnik vom Werk des Thrasymedes von Paros nicht so früh angesetzt werden kann. Während das Werk des älteren Kalamis nicht selten mit dem Attribut der Härte belegt wurde, sind Bezeichnungen der Anmut und der Feinheit wohl auf das Werk des jüngeren Kalamis zu beziehen. Dionysios von Halikarnassos stellt Kalamis in eine Reihe mit Kallimachos und Lysias und damit entgegen der Trias Polyklet, Phidias und Isokrates, wobei einmal mehr nicht klar ist, welcher Kalamis gemeint ist. Da er besonders für seine kleinen Werke gelobt wurde, könnte es sich eher um den jüngeren Kalamis mit seinen Treibarbeiten handeln.
Georg Lippold nennt für den jüngeren Kalamis hingegen nur die durch die Erwähnung seiner in den Quellen genannten Schüler zu ermittelnde Schaffenszeit im 1. Viertel des 4. Jahrhunderts v. Chr. und weist ihm keine Werke zu, alle oben genannten sind nach ihm vom älteren Kalamis. Nach dem Neuen Overbeck ist die Annahme zweier namensgleicher Künstler nicht zwingend, die in den Quellen genannten Werke könnten auch alle von einem Bildhauer sein, dort wird von nur einem Bildhauer, dem älteren, berühmten Kalamis, ausgegangen.